# あばれ太鼓
「あばれ太鼓」（あばれだいこ）は、坂本冬美のデビューシングルである。2枚目のシングル「あばれ太鼓 〜無法一代入り〜」についても記載する。

## あばれ太鼓
「あばれ太鼓」（あばれだいこ）は、1987年3月4日に発売された坂本冬美のデビューシングル。

### 概要
- 1987年の第29回日本レコード大賞・新人賞、及び第20回日本有線大賞・最優秀新人賞各受賞曲。
- NHK紅白歌合戦では、1995年の「第46回」と2003年の「第54回」の2回歌唱している。
- 翌1988年2月11日にTBSテレビ「ザ・ベストテン今週のスポットライトコーナーで、チョー・ヨンピル「想いで迷子」と共に出演した。
- 80万枚を超える売上を記録[1]。
- 8つあったデビュー候補曲の中から決まったが、坂本は憧れていた石川さゆりのように「しっとりした女歌がいい」と思っており、作曲者の猪俣公章に「この歌は売れませんね」と言った[2][3]。しかし当時は2023年現在より太っていたため「『あばれ太鼓』しか似合わなかったと思う」として、ぴったりのデビュー曲だと回顧している[3]。

### 収録曲
1. あばれ太鼓
  - 作詞：たかたかし／作曲：猪俣公章／編曲：京建輔
2. あじさい酒場
  - 作詞：里村龍一／作曲：猪俣公章／編曲：京建輔

## あばれ太鼓 〜無法一代入り〜
「あばれ太鼓 〜無法一代入り〜」（あばれ太鼓 むほういちだいいり）は、1987年11月25日に発売された坂本冬美の2枚目のシングル。

### 収録曲
1. あばれ太鼓 〜無法一代入り〜
  - 作詞：たかたかし／作曲：猪俣公章／編曲：京建輔
2. 沈丁花の女
  - 作詞：たかたかし／作曲：猪俣公章／編曲：小杉仁三